# Daniel Bragança
Daniel Santos Bragança (ur. 27 maja 1999 w Almeirim) – portugalski piłkarz, grający na pozycji środkowego pomocnika w klubie Sporting CP.

## Sukcesy

### Sporting CP
- Mistrz Portugalii: 2020/2021
- Puchar Ligi Portugalskiej: 2020/2021
- Puchar Ligi Portugalskiej: 2021/2022[4]